# بريستيج مبونغو
بريستيج مبونغو (مواليد 10 يوليو 2000) هو لاعب كرة قدم كونغولي يلعب في الجناح.

## وصلات خارجية
- بريستيج مبونغو على موقع قاعدة بيانات كرة القدم.إي يو (الإنجليزية)
- بريستيج مبونغو على موقع ناشيونال فوتبول تيمز (الإنجليزية)
- بريستيج مبونغو على موقع Soccerway.com (الإنجليزية)